# 崇徳可汗
崇徳可汗（すうとくかがん、拼音：Chóngdé Kĕhàn、? - 824年）は、回鶻可汗国の第10代可汗。名は不明。可汗号はキュン・テングリデ・ウルグ・ボルミシュ・キュチュリュグ・ビルゲ・カガン（Kün täŋridä uluγ bolmiš küčlüg bilgä qaγan）といい、唐より崇徳可汗の称号（美称）を加えられた。

## 生涯
長慶元年（821年）2月、保義可汗が薨去したので、唐の穆宗は使者を送って弔問させ、4月に新たな回鶻君長を冊立して君登里羅羽録没蜜施句主禄毘伽可汗とした。保義可汗は生前、何度も唐の憲宗に請婚をしたが、ことごとく断られ、ついに唐の辺境を侵すようになった。穆宗の代になってようやく許しが出たが、保義可汗はこの世を去ってしまう。そこで唐の穆宗は皇妹である太和公主を崇徳可汗に出嫁することにし、5月、崇徳可汗は回鶻宰相の伊難珠と句録・都督の思結・葉護公主・摩尼（マニ僧）ら573人を唐に入朝させて太和公主を迎えるとともに、葉護公主を穆宗に娶らせた。
長慶2年（822年）2月、唐は回鶻に馬価絹（ばかけん）5万匹を賜う。3月、さらに馬価絹7万匹を賜う。この月、唐の裴度は幽州・鎮州の乱鎮圧に回鶻を招こうと考え、回鶻の方でも反乱鎮圧に協力することを請願した。しかし、朝廷は宝応元年（762年）の史朝義討伐（安史の乱）の事を思い起こし、回鶻には参加させないことを決めた。この決定がすぐに回鶻に伝えられるが、気の早い回鶻軍はすでに豊州の北界まできており、命令を聞かされても引き返そうとはしなかった。そこで穆宗は詔で繒帛7万匹を回鶻に賜うことによって彼らを帰らせた。閏10月、太和公主は金吾大将軍の胡証らに護衛されて回鶻可汗国に到着した。太和公主は早速、崇徳可汗と面会し、回鶻風の儀式を受けて回鶻可敦（ウイグル・カトゥン：皇后）に即位した。崇徳可汗はこの御返しとして唐に遣使を送り、国信4床・女6人・葛邏禄（カルルク）捕虜4人を献上した。
敬宗即位の年（824年）、崇徳可汗が死ぬと、その弟の曷薩特勤が立って可汗に即位した。翌年の宝暦元年（825年）5月、唐は新可汗を冊立して愛登里羅汨没蜜施合毘伽昭礼可汗とした。

## 可敦（カトゥン：皇后）
- 仁孝端麗明智上寿可敦（太和公主）…憲宗の娘で、穆宗の10番目の妹。

## 参考資料
- 『旧唐書』（本紀第十六 穆宗、本紀第十七上 敬宗・文宗上、列伝第一百四十五 迴紇）
- 『新唐書』（列伝第一百四十二下 回鶻下）